# Homohelea kraussi
Homohelea kraussi är en tvåvingeart som först beskrevs av Tokunaga 1959.  Homohelea kraussi ingår i släktet Homohelea och familjen svidknott.
Artens utbredningsområde är Guam. Inga underarter finns listade i Catalogue of Life.